# Finska vojna
Finska vojna (švedsko Finska kriget, rusko Финляндская война, finsko Suomen sota) je potekala med Kraljevino Švedsko in Ruskim imperijem od 21. februarja 1808 do 17. septembra 1809 kot del napoleonskih vojn. Zaradi vojne je bila vzhodna tretjina Švedske ustanovljena kot avtonomno Veliko vojvodstvo Finska, država pod oblastjo Ruskega imperija. Drugi opazni učinki so bili sprejetje nove ustave v švedskem parlamentu in ustanovitev hiše Bernadotte, nove švedske kraljeve hiše, leta 1818.

## Zgodovina
Po Tilzitskem miru je bilo ozadje sodelovanje Rusije v Napoleonovi celinski blokadi Velike Britanije (rusko-britanska vojna (1807–1812)), ki je bila v zavezništvu s Švedsko. Rusija je poskušala pridobiti nadzor nad Finskim zalivom, da bi zavarovala glavno mesto Sankt Peterburg pred morebitnimi angleškimi napadi. Danska je delovala kot tradicionalna zaveznica Rusije proti Švedski.
Vojna se je začela 21. februarja 1808 z invazijo ruskih čet na Finsko. Ruske čete s 24.000 možmi so presegle švedsko-finske čete - s 13.000 in 8000 možmi. Pod vodstvom generala Johana Augusta Sandelsa so dosegli številne zmage nad Švedi in zasedli Helsingfors, Tavastehus, obalo med Åbo in Vasso, osvojili Alandske otoke, otok Gotland in trdnjavo Sveaborg. Po takojšnjem vstopu Anglije v vojno so morali Rusi evakuirati prej zasedene otoke in nekatera mesta na celini ter preiti v obrambo.
Edina švedska zmaga v tem času je bila Sandelsova zmaga 27. oktobra 1808 v bitki pri mostu Virta (Koljonvirta), v kateri so imeli pomembno vlogo podrejeni častniki polkovnik Gustaf Fahlander, major Carl Wilhelm Malm in major Joachim Zachris Duncker. Ruska ofenziva marca 1809 je številne bitke vojne prenesla s Finske na Švedsko. V bitki pri Piteåju 25. avgusta 1809 je bila glavnina švedske vojske poražena in Švedska je bila de facto prisiljena v predajo. 2. septembra je bilo sklenjeno Förstkåge premirje in potekala so mirovna pogajanja, ki so se končala z mirovno pogodbo v Fredrikshamnu 17. septembra 1809. S pogodbo je Rusija utrdila svojo oblast v regiji Baltskega morja. Finska je postala avtonomni del Ruskega imperija kot Veliko vojvodstvo Finska. Personalna unija z Rusijo je trajala do abdikacije zadnjega ruskega carja Nikolaja II. leta 1917.

## Posledice
Glede na dve študiji iz leta 2015, ki sta jih izvedla politologa Jan Teorella in Bo Rothstein, je poraz Švedske v finski vojni povzročil reforme švedske birokracije. Pred letom 1809 je Švedska slovela kot ena najbolj skorumpiranih držav v Evropi, vendar je njena izguba v vojni ustvarila dojemanje eksistencialne grožnje Švedske na vzhodu in motivirala švedske elite, da reformirajo svojo birokracijo. Motivacija za reformami je bila narediti švedsko državo učinkovitejšo in funkcionalnejšo ter jo tako zaščititi pred eksistencialno grožnjo na vzhodu.